# Nao Kawamura
Nao Kawamura（なお かわむら）は、ノージャンルでの世界観を持つ日本の女性シンガーソングライター、ミュージシャン。洗足学園音楽大学卒業。千葉県出身。コンテンポラリーなポップ・ミュージックと評されている。

## 概要
ピアニストの母を持ち、幼少期より音楽、特にヴァイオリンに親しむ。その頃より作詞・作曲をはじめ、歌唱は18歳より本格的に開始。大学進学後本格的な音楽活動を開始。リスペクトするアーティストは、ニューミュージック時代の荒井由実、宇多田ヒカルを挙げ、パフォーマンスではエリカ・バドゥやビョークを挙げている。
森の多い千葉で育ったと話し、木登りなどする幼少期を過ごす。その頃の夢は獣医。父の影響で文学にも親しみ、映画鑑賞や読書量も多い。

## 活動概要[1]
- 2016年7月　FUJI ROCK FESTIVAL '16 “ROOKIE A GO-GO”出演。
- 2017年1月　EP ”Cue”発売。
- 2017年7月　2nd EP"RESCUE"リリース。
- 2017年7月　SUMMER SONIC 2017出演。
- 2018年3月　アルバム"Kvarda"をリリース。
- 2018年3月　渋谷 WWW　ワンマンライブ開催。
- 2019年9月　六本木ヒルズ開催「J-WAVE INNOVATION WORLD FESTA 2019」にてV3株式会社プロデュース「Nao Kawamura in collaboration with Naoko Tosa」として「NeuroSound」を発表[3]。

## その他の活動[1]
- Suchmos　サンプリングコーラス
- WONK　ライブコーラス、
- SANABAGUN.　レコーディングコーラス
- FIVENEWOLD　レコーディングコーラス
- AAAMYYY　レコーディングコーラス

- 岩間俊樹(from SANABAGUN.)の楽曲　フィーチャリング参加
- クリエイティヴユニットAmPm　フィー チャリング楽曲「I don't wanna talk」